# Narcissus lusitanicus
Narcissus lusitanicus är en amaryllisväxtart som beskrevs av Dorda och Francisco Javier Fernández Casas. Narcissus lusitanicus ingår i släktet narcisser, och familjen amaryllisväxter. Inga underarter finns listade i Catalogue of Life.

## Bildgalleri

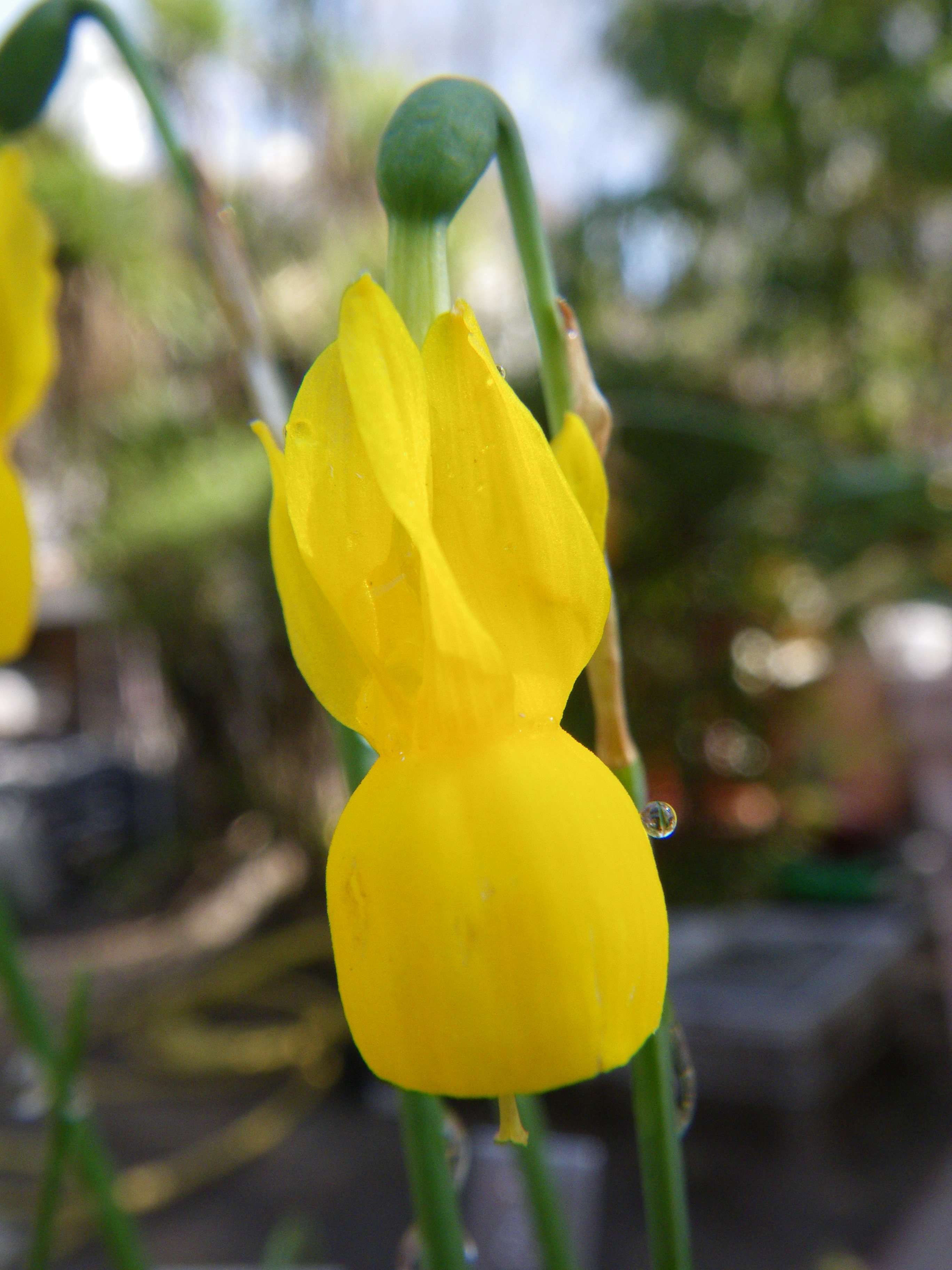